# Baierbrunn
Baierbrunn ist eine Gemeinde im oberbayerischen Landkreis München.

## Geographie
Die Gemeinde liegt zwischen Schäftlarn und Pullach südlich von München am Isarhochufer und ist über die Trasse der ehemaligen Isartalbahn, die von München nach Wolfratshausen führt und ehemals bis Bichl führte, an das Münchner S-Bahn-Netz (S7) angeschlossen.
Es gibt zwei Gemeindeteile, das Pfarrdorf Baierbrunn und die Siedlung Buchenhain.
Das Gebiet der Gemeinde und der Gemarkung Baierbrunn sind deckungsgleich.

### Natur
Folgende Schutzgebiete berühren das Gemeindegebiet:
- Landschaftsschutzgebiet Verordnung des Bezirks Oberbayern über den Schutz von Landschaftsteilen entlang der Isar in den Landkreisen Bad-Tölz-Wolfratshausen, München, Freising und Erding als LSG (LSG-00384.01)
- Fauna-Flora-Habitat-Gebiet Oberes Isartal (8034-371)

## Geschichte
Die Via Julia, die Römerstraße von Augsburg nach Salzburg, überquerte nördlich von Baierbrunn, vermutlich beim Georgenstein, die Isar. Erwähnt wird Baierbrunn erstmals 776 in einer Schenkungsurkunde an das Kloster Schäftlarn. Baierbrunn war bis 1803 eine geschlossene Hofmark des Klosters und wurde im Zuge der Verwaltungsreformen in Bayern 1818 eine selbständige politische Gemeinde. Der Ortsteil Buchenhain hatte seinen Ursprung in einem vor 1900 errichteten Gebäude, dem späteren Waldgasthof. Weitere vereinzelte Ansiedlungen erfolgten ab 1924. Eine zusammenhängende Siedlung wurde Buchenhain jedoch verstärkt nach dem Zweiten Weltkrieg.
Auf der Flur Konradshöhe am südöstlichen Ortsrand über der Isar befand sich die abgegangene Burg Baierbrunn.

## Einwohnerentwicklung
Zwischen 1988 und 2018 wuchs die Gemeinde von 2238 auf 3264 um 1026 Einwohner bzw. um 45,8 %.

## Politik

### Gemeinderat
Der Gemeinderat besteht aus dem ersten Bürgermeister und den Gemeinderatsmitgliedern. Die 16 Gemeinderatsmitglieder werden nach der Gemeinderatswahl am 15. März 2020 seit Mai 2020 von folgenden Gruppierungen gestellt:
| Partei / Liste | Stimmenanteil | Sitze   |
| GRÜNE          | 23,5 %        | 4 Sitze |
| CSU            | 20,4 %        | 3 Sitze |
| SPD            | 17,7 %        | 3 Sitze |
| FDP            | 06,5 %        | 1 Sitz0 |
| ÜWG            | 31,8 %        | 5 Sitze |

Die Wahlbeteiligung lag bei 73,4 Prozent.

### Bürgermeister
Patrick Oliver Ott (ÜWG) ist seit 1. Mai 2020 Erster Bürgermeister Baierbrunns. Er wurde in der Stichwahl am 29. März 2020 mit 61,2 % der gültigen Stimmen gewählt. Zweiter Bürgermeister ist Alexander Lechner (ÜWG), dritter Bürgermeister Robert Gerb (Grüne).

### Wappen
| | Blasonierung: „Unter blauem Zinnenschildhaupt in Silber drei schmale, schwarze Balken.“ |
| Wappenbegründung: „Das neu geschaffene Wappen erinnert an die alte Burg des früheren Adelsgeschlechtes der Baierbrunner, deren Wappen drei schmale schwarze Balken enthalten haben soll (im Original silber/schwarz).“ – Fundstelle: Generaldirektion der staatlichen Archive Bayerns, 9. Juni 1970 |                                                                                         |

## Schutzgebiete
- Klettergarten Baierbrunn, Geotop-Nummer 184A001
- Aufschluss am Hangrutsch Baierbrunn, Geotop-Nummer 184A002
- Georgenstein, Geotop-Nummer 184R004 (außerhalb des Gemeindegebiets im gemeindefreien Gebiet Grünwalder Forst)

## Baudenkmäler
- Patrona Bavariae
- Gasthof zur Post
- Ehemaliges Bauernhaus Beim Jäger

## Wirtschaft
Obwohl es im Gemeindegebiet keinen Flugplatz oder Flughafen hat, gibt es ein kleines Zentrum für die Allgemeine Luftfahrt. Es gibt beispielsweise eine Versicherungsagentur für Luftfahrt, einen Avionik-Betrieb sowie einen Instandsetzungsbetrieb für Flugmotoren. Zudem befindet sich in Baierbrunn der Wort & Bild Verlag mit seinem Gesundheitsmagazin Apotheken Umschau. Das ortsansässige Duftstoffunternehmen Drom Fragrances wurde 2019 von Givaudan übernommen.

## Verkehr
Baierbrunn ist nur an die S-Bahn München angebunden. Buslinien existieren keine.
| Linie | Linienverlauf |
| ----- | --- |
| S7    | Wolfratshausen – Icking – Ebenhausen-Schäftlarn – Hohenschäftlarn – Baierbrunn – Buchenhain – Höllriegelskreuth – Pullach – Großhesselohe Isartalbahnhof – Solln – Siemenswerke – Mittersendling – Harras – Heimeranplatz – Donnersbergerbrücke – Hauptbahnhof |

## Persönlichkeiten
- Konrad IV. von Baierbrunn (1275–1333), Adliger
- Rolf Becker (1920–2014), Verleger
- Beppo Brem (1906–1990), Schauspieler, wohnte in Buchenhain
- Ferdinand Coppenrath (1867–1951), Landschaftsmaler
- Lothar Fischer (1933–2004), Bildhauer
- Konrad Löw (* 1931), Politikwissenschaftler
- Mulo Francel (* 1967), Musiker und Filmkomponist

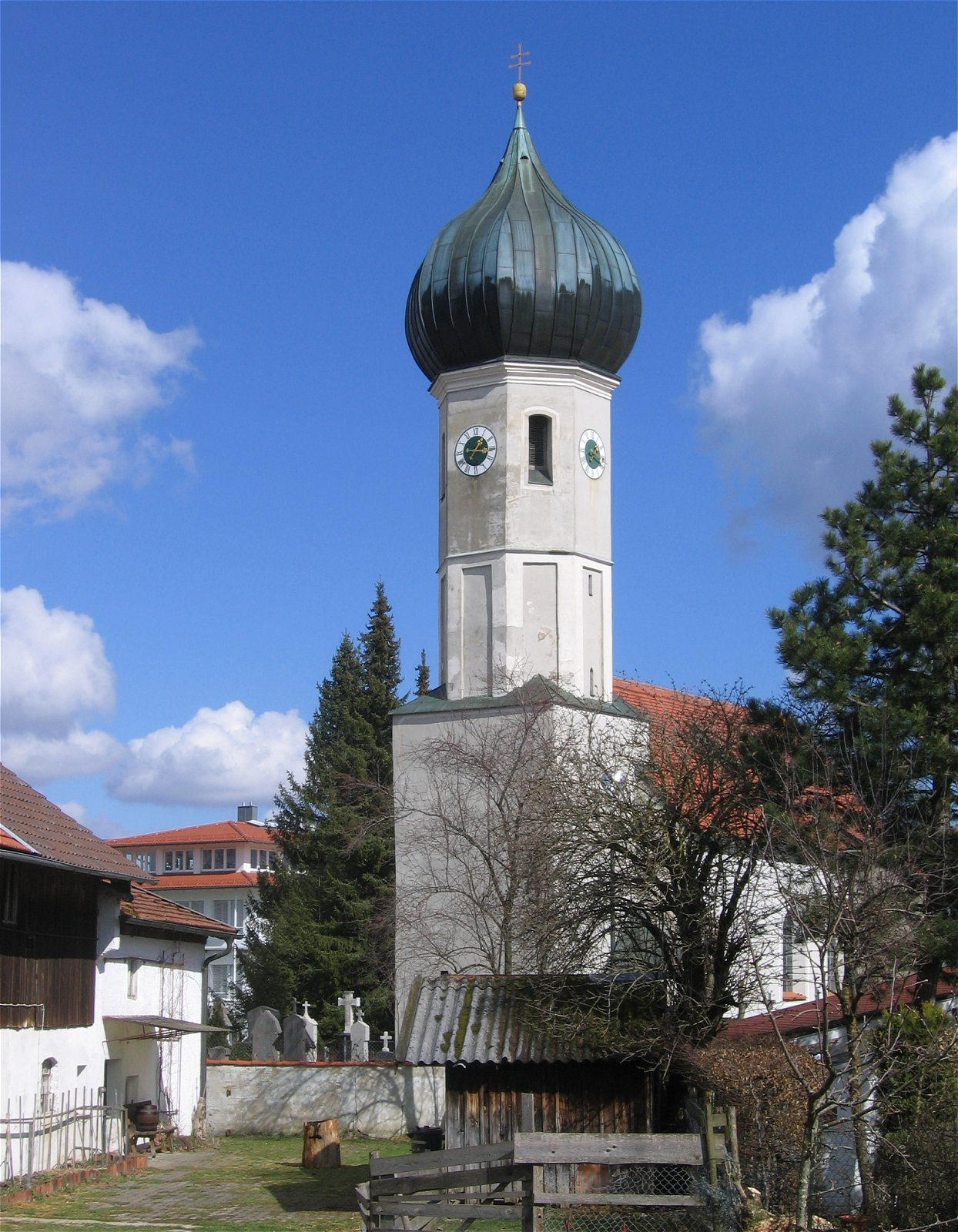
Patrona Bavariae mit historischem Friedhof im Ortskern
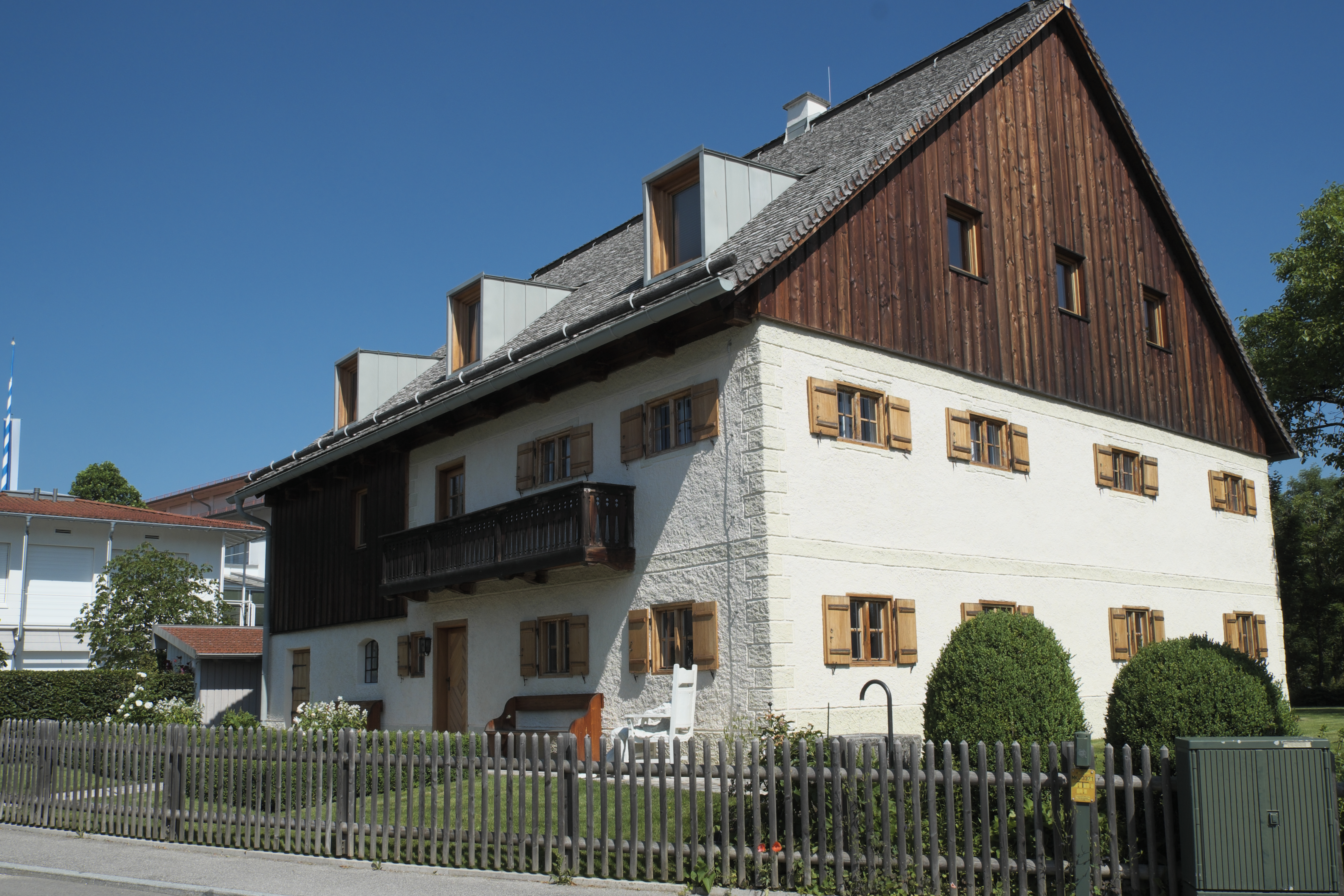
Beim Jäger
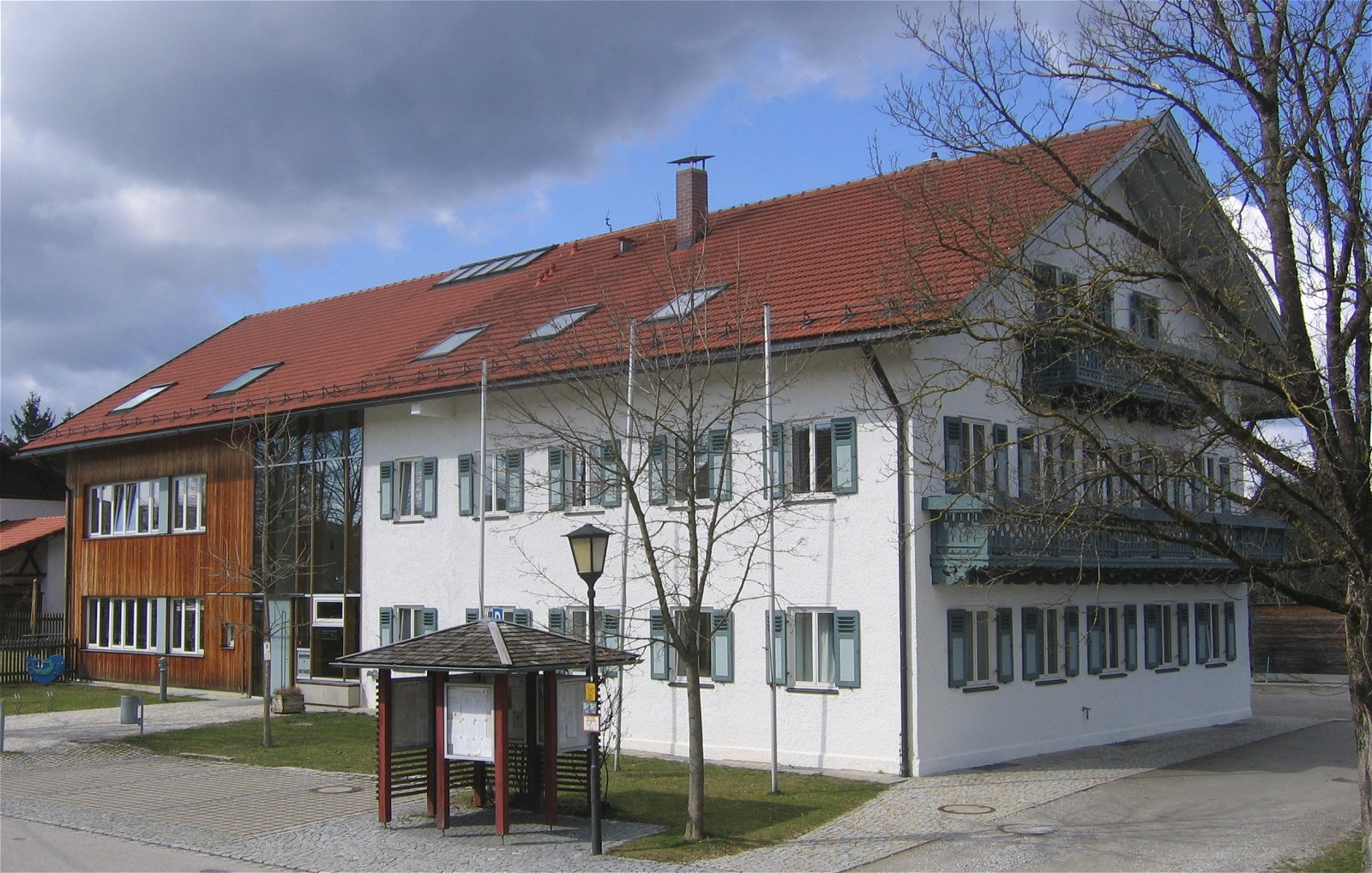
Rathaus
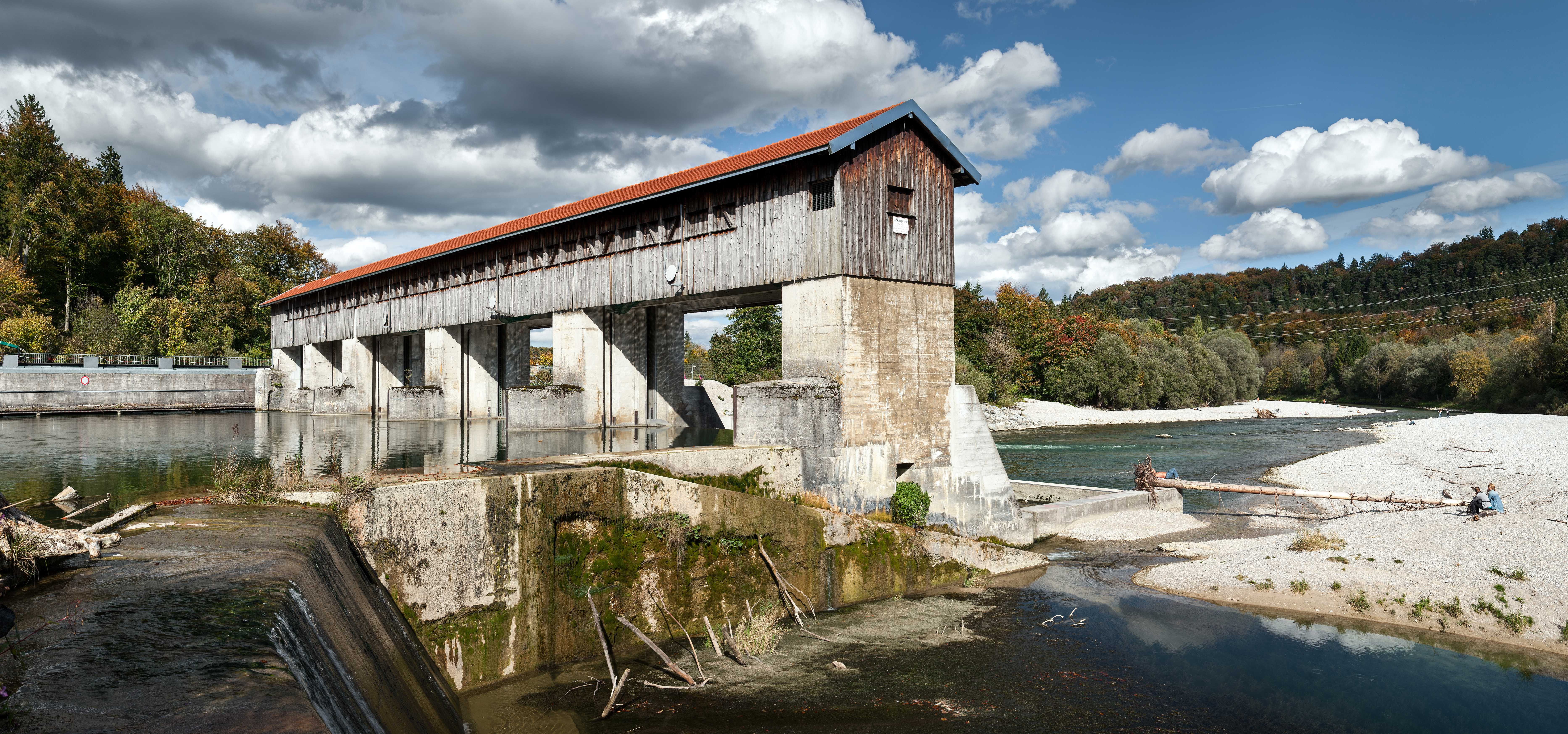
Isarstauwehr
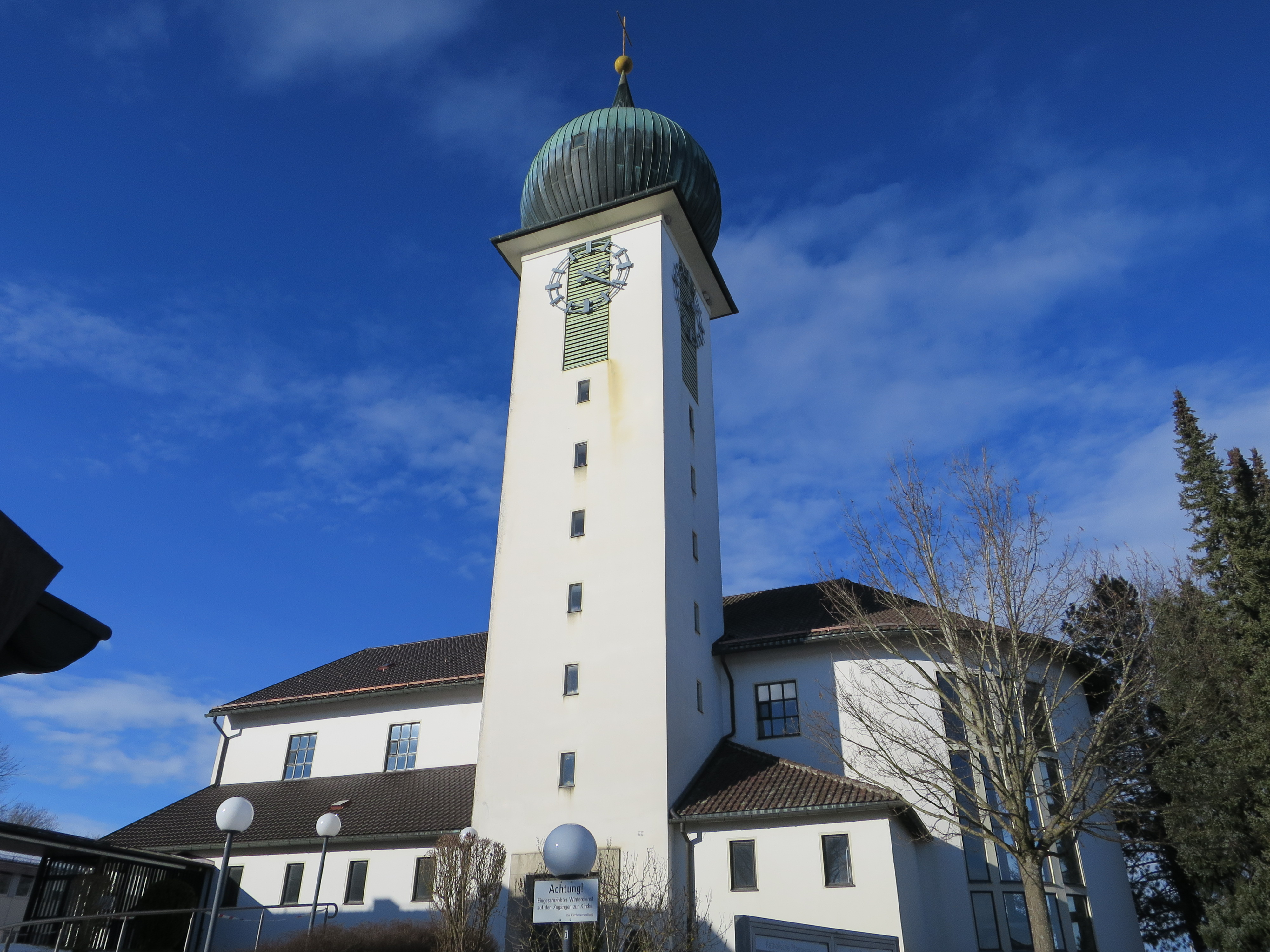
St. Peter und Paul
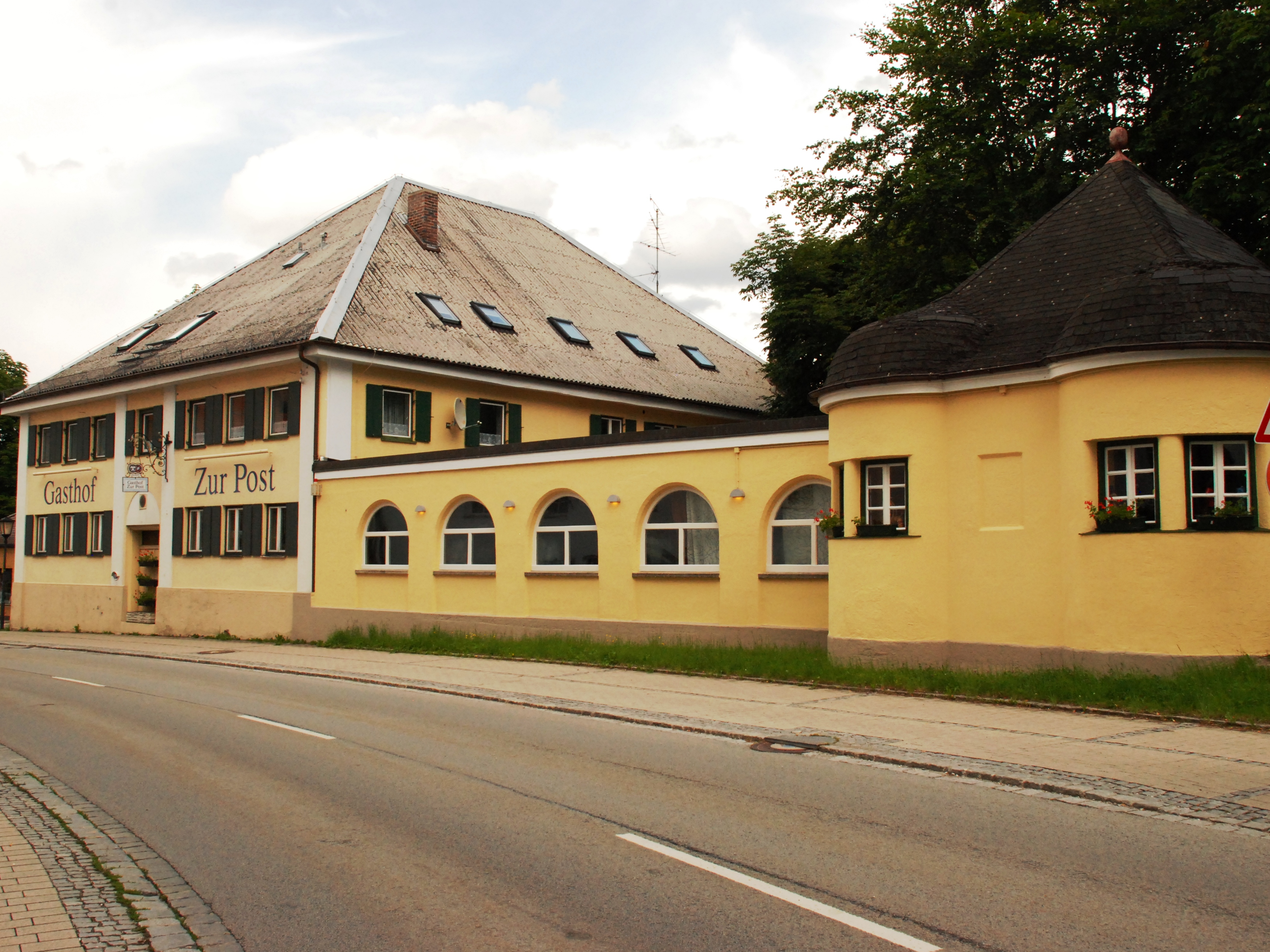
Gasthof Post an der Hauptstraße